# 紀元前489年
紀元前489年（きげんぜん489ねん）は、ローマ暦の年である。
当時は、「ユッルスとルフスが共和政ローマ執政官に就任した年」として知られていた（もしくは、それほど使われてはいないが、ローマ建国紀元265年）。紀年法として西暦（キリスト紀元）がヨーロッパで広く普及した中世時代初期以降、この年は紀元前489年と表記されるのが一般的となった。

## 他の紀年法
- 干支 : 壬子
- 日本
  - 皇紀172年
  - 懿徳天皇22年
- 中国
  - 周 - 敬王31年
  - 魯 - 哀公6年
  - 斉 - 晏孺子元年
  - 晋 - 定公23年
  - 秦 - 悼公2年
  - 楚 - 昭王27年
  - 宋 - 景公28年
  - 衛 - 出公4年
  - 陳 - 湣公13年
  - 蔡 - 成侯2年
  - 曹 - 伯陽13年
  - 鄭 - 声公12年
  - 燕 - 孝公4年
  - 呉 - 夫差7年
- 朝鮮
  - 檀紀1845年
- ベトナム :
- 仏滅紀元 : 56年
- ユダヤ暦 : 3272年 - 3273年

## できごと

### ギリシア
- マラトンの戦いで大勝した後、ミルティアデスは個人的な負債を完済しようと海軍を率いてパロス島を攻めた。しかし、この遠征は失敗に終わり、その帰途、彼はクサンチッパスの率いる捜索隊に見つかって収監され、パロス島で受けた傷がもとで死亡した。
- 兵士で政治家であるアリステイデスがアテネのアルコンになった。

### 中国
- 孔子が陳と蔡の間で包囲される，
- 楚の昭王が孔子を奉幣を使わして招聘し、書社七百里に封じようとする。しかし令尹の子西（中国語版）の妨害により、これは実行されなかった。
- 孔子は再度衛へ赴く。
- 呉が陳を攻め、楚が救援の兵を出す。楚の昭王が軍中で死ぬ。その子の熊章があとを継ぎ、恵王となる。
- 晋が中山国を攻める。
- 斉内乱の戦 - 田乞と鮑牧（中国語版）と大夫たちが兵を率いて宮殿に入り、国夏と高張（中国語版）の二人を破る。国夏と高張らは魯へ亡命する。田乞らは斉の景公の子の陽生を擁立し、悼公とする。この出来事は斉の田氏貴族の専横の始まりとなった。

## 死去
- ミルティアデス - アテネの将軍（紀元前550年生）
- 昭王 - 楚の王